# Taxi au Cameroun
 (mai 2017).
Si vous disposez d'ouvrages ou d'articles de référence ou si vous connaissez des sites web de qualité traitant du thème abordé ici, merci de compléter l'article en donnant les références utiles à sa vérifiabilité et en les liant à la section « Notes et références ».

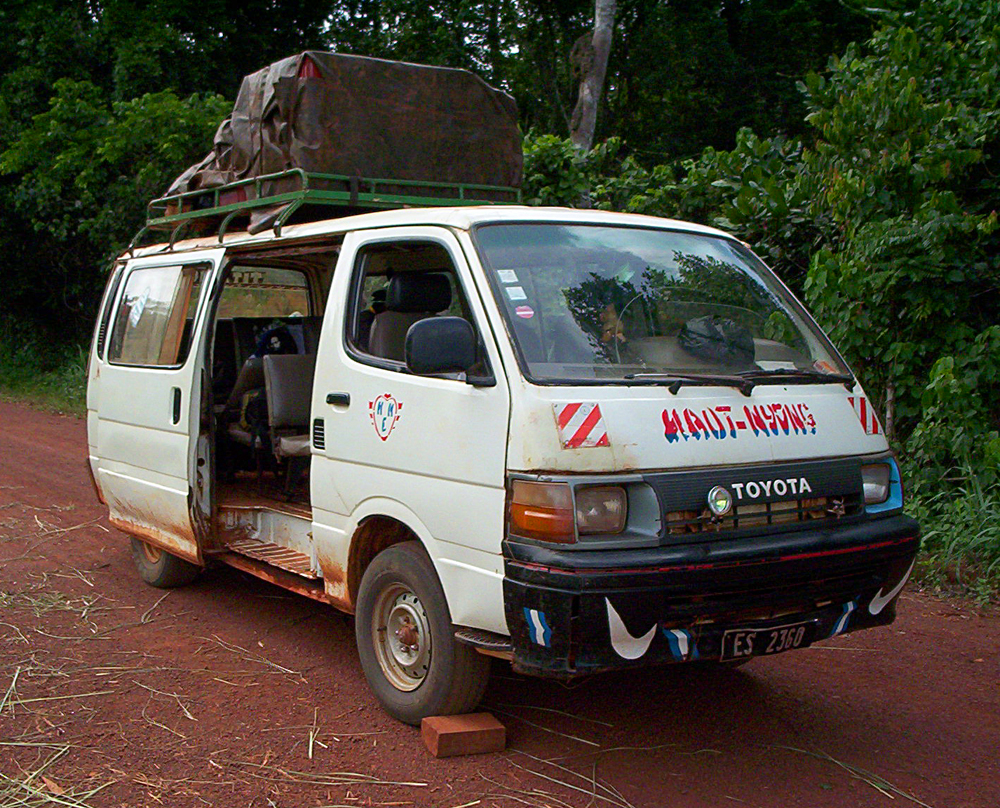
Taxi-bus camerounais.

Les taxis au Cameroun sont un moyen populaire de transport. Les conducteurs sont appelés des taximens. Il en existe trois sortes : les taxis classiques, les motos-taxis et les bus-taxi.

## Types de taxis

### Taxis traditionnels
Au Cameroun, les taxis sont de couleur jaune. Il existe deux types de tarification, connu sous les noms de « ramassage » et de « dépôt » ou « course ».
Le ramassage consiste à partager le taxi avec d'autres voyageurs, dont les destinations coïncident à peu près. Début 2016, le tarif standard est de 250 FCFA le jour et 300 FCFA la nuit (entre 22h et 5h). Il est toujours possible de négocier, et d'annoncer un prix plus bas (pour un trajet court par exemple) ou plus haut (si on est pressé).
Le dépôt ou course, plus cher, permet d'avoir le taxi pour soi et d'être conduit sans détours à destination. Début 2016, le tarif standard est de 1500 FCFA le jour et 2000 FCFA la nuit. Les trajets centre-ville-aéroport sont plus chers.
Il est également possible de « louer » les services d'un taximan, pour faire ses courses par exemple, à 3000 FCFA l'heure.

### Motos-taxis
Les motos-taxis sont un moyen de transport très populaire au Cameroun. Localement ils sont appelés bend-skin, ben-sikin ou benzikin. Les conducteurs sont populairement appelés benzikiner (à l'anglaise) ou benzikineur (à la française, le Cameroun étant bilingue). Le prix des courses est négocié entre les parties.
En 2016, on en dénombre environ 350 000, dont 100 000 à Douala.
La majorité des conducteurs n'ayant aucune formation, il n'est pas rare de croiser des motos-taxis doublant par la gauche, ou prenant à contre-sens les ronds-points ou les bretelles des voies expresses. Le nombre d'accidents touchant les clients des motos-taxis est très important. L'hôpital Laquintinie de Douala a ouvert un pavillon consacré aux victimes d'accident de bend-skin.
Des malfrats se faisant passer pour des motos-taxis agressent régulièrement leurs passagers pour les dépouiller. Malgré cela, les acteurs du secteur se constituent en syndicats et opèrent dans la légalité. Le président de la République Paul Biya s’est prononcé sur la question lors de son traditionnel message adressé aux jeunes pour le 11 février 2013. Ils représentent un véritable poids politique et les candidats aux différentes élections cherchent à s'assurer de leur soutien.
En 2016, le prix d'une moto est de 400 000 FCFA, soit environ 609 euros. Le gain journalier est de l'ordre de 5 000 FCFA, soit 7,6 euros. Les chauffeurs doivent s'acquitter d'un impôt libératoire, d'une assurance, d'une taxe de stationnement et d'une vignette. Ils bénéficient d'une mutuelle.

### Taxis-bus
Les taxis-bus sont de minibus utilisés, en général par les employés, pour se rendre au travail. Ils servent aussi à parcourir de grandes distances, par exemple en reliant les villes entre elles.

## Force politique

### Les conducteurs de taxis, fer de lance de l'opposition
Les conducteurs de taxis sont en général opposant au pouvoir de Paul Biya. Ils sont à la tête des principales grèves et mouvements populaires que connaît le pays. En effet, leurs véhicules leur permettent de bloquer les principales voies de circulation et de bloquer ainsi le pays entier.
Les émeutes de 2008 ont commencé par la grève des taxis. Elles se sont terminés peu de temps après les appels à la reprise du travail des syndicats de taxis.
En 1991, lors des émeutes et des opérations villes mortes qui avaient mené à un certain nombre de concessions démocratiques de la part du pouvoir, les conducteurs de taxi avaient fortement soutenues le mouvement en bloquant la circulation.

### Le lobby des bend-skins
Les conducteurs de moto-taxis sont solidaires. Il est courant qu'ils se soutiennent en cas d'incident avec un automobiliste ou les forces de l'ordre. Il est également fréquent qu'ils adoptent un comportement violent pour faire valoir leurs vues, même lorsqu'ils sont en tort.
Bien que le permis de conduire soit obligatoire pour faire moto-taxi, on estime que la majorité d'entre eux ne le possède pas.

## Syndicats de taxis
Il existe plusieurs syndicats de taxis au Cameroun. Ces quatre sont cités en exemple :
- Sn.Chautac (Syndicat national des chauffeurs de taxis, autobus, cars et assimilés du Cameroun) ;
- Synetcam (Syndicat national d’exploitants de taxis du Cameroun) ;
- Synactuicam (Syndicat national des chauffeurs transporteurs urbains et inter-urbain du Cameroun).
- Synata (Syndicat National des Taximen)

Les syndicats de taximens sont très puissant au Cameroun. La quasi-totalité des chauffeurs de taxi-voiture en est adhérent, car la loi rend quasiment obligatoire l'adhésion. En effet, de nombreuses conventions et accords lient l'État aux syndicats de taxi.